# Pownce
Pownce – serwis społecznościowy utworzony w 2007 roku, a zamknięty 15 grudnia 2008. Pozwalał na prowadzenie mikrobloga, dzielenie się plikami, informowanie o nowych zdarzeniach.